# ランディ・スチュアート
ランディ・スチュアート（Randy Stuart,  1924年10月24日 - 1996年7月20日）は、アメリカ合衆国の女優である。

## 来歴
1924年、カンザス州・アレン郡に生まれる。両親はアメリカ南部と中部で活動するミュージシャンだった。3才から芸能活動を開始し、一家はその後カリフォルニア州へ移住。地元の高校を卒業後、20世紀フォックスと契約して女優活動をスタートさせた。1947年にノークレジットで恋愛映画『The Foxes of Harrow』に出演し、映画デビュー。1949年にはハワード・ホークス監督のコメディ映画『僕は戦争花嫁』でケーリー・グラントとも共演している。1950年代からはテレビドラマへも進出して、映画・テレビの両方で女優としてのキャリアを構築。1957年に出演したSF映画『縮みゆく人間』では、徐々に体が縮小していくグラント・ウィリアムス演じる主人公の恋人役を演じて印象を残している。

### 私生活
これまで3度の離婚歴があり、4人の母親でもあった。1996年7月20日、肺癌のためカリフォルニア州で死去。71歳だった。

## 出演作品

### 映画
- The Foxes of Harrow (1947) ※ノークレジット
- Sitting Pretty (1948)
- 情無用の街 The Street with No Name (1948) ※ノークレジット
- Apartment for Peggy (1948)
- The Fan (1949)
- 僕は戦争花嫁 I Was a Male War Bride (1949)
- 疑惑の渦巻 Whirlpool (1949) ※ノークレジット
- Dancing in the Dark (1949)
- ステラ Stella (1950)
- イヴの総て All About Eve (1950)
- I Can Get It for You Wholesale (1951)
- わが家はいっばい Room for One More (1952)
- Star in the Dust (1956)
- 縮みゆく人間 The Incredible Shrinking Man (1957)
- 無法は殺せ Man from God's Country (1958)

### テレビドラマ
- The Fisher Family (1952)
- シェヴロン・シアター Chevron Theatre (1952 - 1953)
- Biff Baker, U.S.A. (1952 - 1954)
- レッド・スケルトン・ショー The Red Skelton Show (1953, 1954)
- Cavalcade of America (1953, 1955)
- ウォーターフロント Waterfront (1954)
- ノース夫妻 Mr. & Mrs. North (1954)
- Public Defender (1954)
- ザ・ミリオネア The Millionaire (1955)
- マチネー・シアター Matinee Theatre (1956)
- シャイアン Cheyenne (1958, 1960, 1961)
- コルト45 Colt .45 (1958)
- シマロン・シティ Cimarron City (1959)
- 保安官ワイアット・アープ The Life and Legend of Wyatt Earp (1959, 1960)
- ブロンコ Bronco (1960)
- バーボン・ストリート Bourbon Street Beat (1960)
- 世にも不思議な物語 One Step Beyond (1960)
- 連邦保安官 Lawman (1960, 1961)
- ローリング20 The Roaring 20's (1961)
- ボナンザ Bonanza (1961)
- マーベリック Maverick (1961)
- ピーター・ガン Peter Gunn (1961)
- サンセット77 77 Sunset Strip (1962)
- ハワイアン・アイ Hawaiian Eye (1962, 1963)
- ドラグネット1967 Dragnet 1967 (1967, 1968)
- ドクター・ウェルビー Marcus Welby, M.D. (1975)